# Inkululeko Suntele
Inkululeko Suntele (* 30. April 1994 in Maseru; † 27. Oktober 2017 ebenda) war ein lesothischer Boxer.

## Sport
Inkululeko Suntele bestritt 2008 sein erstes internationales Turnier in Botswana. Bei den Commonwealth Games 2014 in Glasgow trat er noch in der Gewichtsklasse Fliegengewicht an.
Bei den Olympischen Sommerspielen 2016 in Rio de Janeiro trat er im Bantamgewicht an, wo er seinen Erstrundenkampf gegen den Tunesier Bilel Mhamdi verlor. Er war auch Fahnenträger für Lesotho bei der Abschlusszeremonie.
In der Folge trainierte er mit einem Olympic Solidarity Scholarship für die Commonwealth Games 2018.

## Tod
Er wurde im Oktober 2017 bei einem Handgemenge auf der Straße erstochen. Der Täter hatte ihn bereits vorher schon einmal angegriffen.